# 钱孙卿

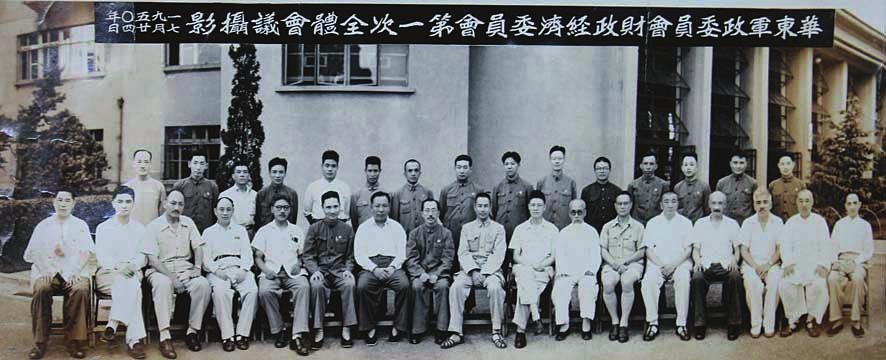
華東軍政委員會財政經濟委員會第一次全體會議攝影，1950年7月24日，前排左十一老者為錢孫卿

錢孫卿（1887年—1975年12月31日），本名基厚，以字行，晚年自號孫庵老人，男，汉族，江蘇無錫人，中華民國大陸時期無錫地方士紳、巨賈，1949年後曾短暫與中共合作，旋因反共遭鎮壓。錢鍾書之父錢基博是其孪生兄弟。

## 生平
錢氏為無錫地方望族，世居城內七尺場，簪缨济济。錢孫卿幼年接受私塾教育，問業於舉人許國鳳（官至清廷內閣中書），宣統三年(1911年)肄業於南京兩江法政學堂。
民國元年（1912年），膺任為無錫市（清、民時期的縣轄市）教育會會長，並任共和黨無錫支部長；民國3年（1914年）出任無錫縣公署學務科（第三科）科長。民國8年（1919年）被推舉為縣國民大會事務所幹事；民國10年（1921年）2月被推選為無錫縣自治促進會副會長，8月又當選為江蘇省議會議員，是年因學潮而引咎辭去學務科長職務；民國13年（1924年）應同邑榮德生之聘，任公益工商中學校長；同年8月因軍閥齊燮元、盧永祥混戰江浙，無錫地方各界組織臨時維持會，推舉錢為會長，隔年，無錫被齊部潰兵圍城7天，錢與縣商團公會會長楊翰西等人佈置城防，維持治安不遺餘力，事後由時江蘇省省長韓國鈞特書「梓裏蒙庥」四字扁額親頒至府。
民國16年（1927年），國民革命軍北伐至無錫，錢孫卿正任無錫縣商民協會主席，未幾清黨以示正逆，無錫工商各界予以大力支持。國民政府成立後，錢入京為江蘇省民政廳主任辦公室祕書兼第一科科長；隔年，任無錫商會會長、江蘇省商聯會常務理事。民國20年（1931年），出席國民會議，受 蔣中正召見，親頒「特字」黨證而加入中國國民黨，並贈予提「孫卿同志」玉照一張。錢為表感激，特將這張照片裝裱起來掛於家中中堂。
抗戰爆發後，錢孫卿避居上海租界，參與籌組無錫旅滬同鄉會，並任理事長。該會曾為支持抗戰募集大量資金，並為國軍江南行署游擊隊提供補助。
抗戰勝利後，錢孫卿回到無錫，加入本縣復員委員會，並回任商會主席，期間參與中統「復甦社」、軍統「中國新社會事業建設協會」之活動，為國盡力。民國36年（1947年），與美籍無錫「榮譽縣民」李克樂（無錫普仁醫院創辦人）共同建立無錫扶輪社，由錢任社長。
民國37年（1948年）後，戡亂情勢逆轉，中共封鎖物資流通，時局艱辛，無錫地方先進紛紛外走，錢孫卿與榮德生等人亦合謀準備遷至香港，錢氏之慶豐紡織廠已將機器打包並在港設立新董事會，惟負責之錢孫卿次子錢鍾漢為中共地下黨員，其借與處蘇北方面的中共溝通管道聯繫，以中共方面的口頭保證獲取父親信任，幾經勸阻，使錢、榮二氏的遷廠計劃無疾而終。1949年後，錢氏之慶豐廠、榮氏之申新廠均遭公私合營而收歸「國」有，現已均破產無存。

### 1949年後
受二子錢鍾漢影響，錢孫卿曾短暫與中共當局合作，於1949年加入中國民主建國會，後出任無錫市各界人民代表會議協商委員會副主席、蘇南行署副主任、江蘇省人民政府委員、江蘇省政協副主席、江蘇省民建副主任委員、江蘇省工商聯主任委員等職務，主持工商聯、民建無錫市地方組織的籌建工作，並積極推動全市工商界參加土改、鎮壓反革命與抗美援朝三大政治運動。
1954年選派為第一屆全國人大代表，隔年又選為民建第一屆中央委員。
1957年，中共百花齊放、引蛇出洞結束，整風運動開展，錢孫卿被打為右派，免去一切本兼職，回到無錫七尺場原宅監視居住。
1962年春，錢孫卿與親信吳邦周組建「盒子會」，因嚮往自由，又名「蝴蝶會」，此後又恢復了舊往「丁酉同庚會」等組織，逐漸發展擴大。据中共在文革期间的秘密文件所称，此组织利用公園茶社等地，宣傳反共思想。據中共資料顯示，此間錢孫卿曾說：「我還不會死，還要多活幾年，看看變化和結局……等日後的歷史來做定論。」
1969年起，中共在文革期间排查反共愛國民間組織「愛國團結會」（又名西湖壽丹佛祖）時發現了錢氏所為，即建「七三一」專案組，予以打擊。1970年，錢孫卿被劃為反革命分子，以83歲高齡飽受中共凌辱摧殘。1975年12月31日，錢氏逝世。中共十一届三中全会后得到平反昭雪。

## 纪念
1979年9月，錢孫卿名譽恢復。錢氏家人則將其遺產設立了孫庵獎學金，惠及家鄉江南大學學子。